# Gizeux
Gizeux is een gemeente in het Franse departement Indre-et-Loire (regio Centre-Val de Loire). De plaats maakt deel uit van het arrondissement Chinon. Gizeux telde op 1 januari 2022 377 inwoners.

## Geografie
De oppervlakte van Gizeux bedroeg op 1 januari 2022 21,06 vierkante kilometer; de bevolkingsdichtheid was toen 17,9 inwoners per km².

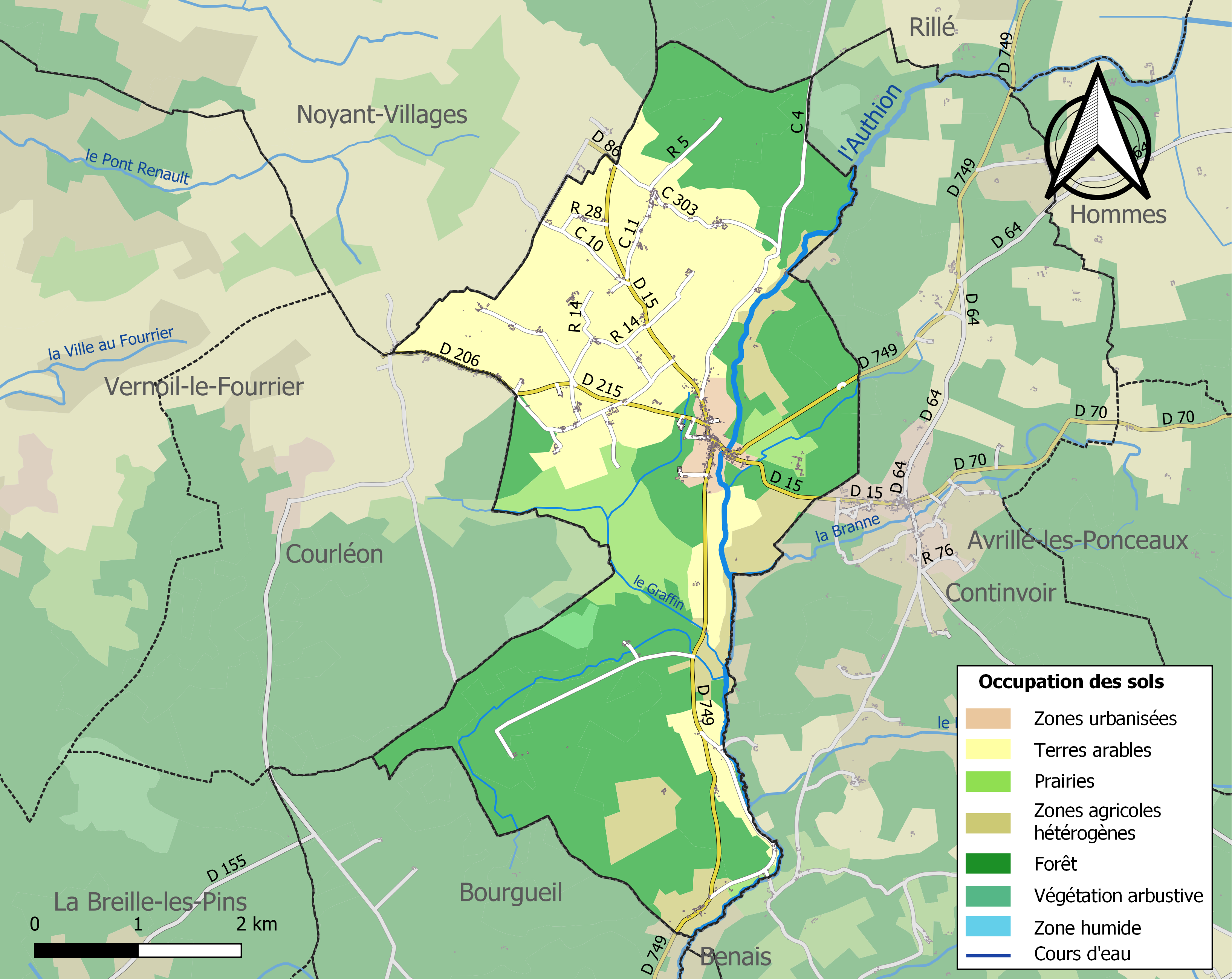
Kaart van de gemeente met belangrijkste infrastructuur, bodemgebruik en omliggende gemeenten

## Demografie
Onderstaande figuur toont het verloop van het inwonertal (bron: INSEE-tellingen).

## Kasteel
Op het grondgebied van Gizeux bevindt zich een heerlijkheid die van 1315 tot 1660 toebehoorde aan de familie van de dichter Joachim du Bellay. Daarna werd ze eigendom van de markiezen van Gizeux van de familie de Contades.